# Jess Glynne/Diskografie
Diese Diskografie ist eine Übersicht über die musikalischen Werke der britischen Pop-Sängerin und Songwriterin Jess Glynne. Den Schallplattenauszeichnungen zufolge hat sie bisher mehr als 40,2 Millionen Tonträger verkauft, davon alleine in ihrer Heimat über 22,4 Millionen. Ihre erfolgreichste Veröffentlichung ist die Single Rather Be mit über 9,7 Millionen verkauften Einheiten.

## Alben

### Studioalben
| Jahr | Titel Musiklabel                          | Höchstplatzierung, Gesamtwochen, AuszeichnungChartplatzierungen (Jahr, Titel, Musiklabel, Platzierungen, Wochen, Auszeichnungen, Anmerkungen) | Höchstplatzierung, Gesamtwochen, AuszeichnungChartplatzierungen (Jahr, Titel, Musiklabel, Platzierungen, Wochen, Auszeichnungen, Anmerkungen) | Höchstplatzierung, Gesamtwochen, AuszeichnungChartplatzierungen (Jahr, Titel, Musiklabel, Platzierungen, Wochen, Auszeichnungen, Anmerkungen) | Höchstplatzierung, Gesamtwochen, AuszeichnungChartplatzierungen (Jahr, Titel, Musiklabel, Platzierungen, Wochen, Auszeichnungen, Anmerkungen) | Höchstplatzierung, Gesamtwochen, AuszeichnungChartplatzierungen (Jahr, Titel, Musiklabel, Platzierungen, Wochen, Auszeichnungen, Anmerkungen) | Anmerkungen                                                 |
| Jahr | Titel Musiklabel                          | DE | AT | CH | UK | US | Anmerkungen                                                 |
| ---- | ----------------------------------------- | --- | --- | --- | --- | --- | ----------------------------------------------------------- |
| 2015 | I Cry When I Laugh Atlantic Records (WMG) | DE27 (5 Wo.)DE | AT46 (1 Wo.)AT | CH12 (6 Wo.)CH | UK1 ×5Fünffachplatin · (278 Wo.)UK | US25 Gold · (12 Wo.)US | Erstveröffentlichung: 21. August 2015 Verkäufe: + 2.105.000 |
| 2018 | Always In Between Atlantic Records (WMG)  | DE33 (1 Wo.)DE | AT58 (1 Wo.)AT | CH32 (1 Wo.)CH | UK1 ×2Doppelplatin · (97 Wo.)UK | US109 (1 Wo.)US | Erstveröffentlichung: 12. Oktober 2018 Verkäufe: + 615.000  |
| 2024 | Jess EMI Records (UMG)                    | — | — | — | UK6 (1 Wo.)UK | — | Erstveröffentlichung: 26. April 2024                        |

## Singles

### Als Leadmusikerin
| Jahr | Titel Album                                                   | Höchstplatzierung, Gesamtwochen, AuszeichnungChartplatzierungen (Jahr, Titel, Album, Platzierungen, Wochen, Auszeichnungen, Anmerkungen) | Höchstplatzierung, Gesamtwochen, AuszeichnungChartplatzierungen (Jahr, Titel, Album, Platzierungen, Wochen, Auszeichnungen, Anmerkungen) | Höchstplatzierung, Gesamtwochen, AuszeichnungChartplatzierungen (Jahr, Titel, Album, Platzierungen, Wochen, Auszeichnungen, Anmerkungen) | Höchstplatzierung, Gesamtwochen, AuszeichnungChartplatzierungen (Jahr, Titel, Album, Platzierungen, Wochen, Auszeichnungen, Anmerkungen) | Höchstplatzierung, Gesamtwochen, AuszeichnungChartplatzierungen (Jahr, Titel, Album, Platzierungen, Wochen, Auszeichnungen, Anmerkungen) | Anmerkungen                                                                                               |
| Jahr | Titel Album                                                   | DE | AT | CH | UK | US | Anmerkungen                                                                                               |
| --- | ------------------------------------------------------------- | --- | --- | --- | --- | --- | --- |
| 2014 | Right Here I Cry When I Laugh                                 | DE25 (6 Wo.)DE | — | CH23 (4 Wo.)CH | UK6 Platin · (14 Wo.)UK | — | Erstveröffentlichung: 6. Juli 2014 Verkäufe: + 600.000                                                    |
| 2014 | Real Love I Cry When I Laugh / New Eyes                       | DE2 (13 Wo.)DE | AT22 (11 Wo.)AT | CH37 (10 Wo.)CH | UK2 Gold · (28 Wo.)UK | — | Erstveröffentlichung: 16. November 2014 Verkäufe: + 702.500; mit Clean Bandit                             |
| 2015 | Hold My Hand I Cry When I Laugh                               | DE19 Gold · (15 Wo.)DE | AT27 (14 Wo.)AT | CH20 (14 Wo.)CH | UK1 ×3Dreifachplatin · (51 Wo.)UK | US86 Platin · (6 Wo.)US | Erstveröffentlichung: 20. März 2015 Verkäufe: + 3.400.000                                                 |
| 2015 | Don’t Be So Hard on Yourself I Cry When I Laugh               | DE46 (12 Wo.)DE | AT65 (2 Wo.)AT | — | UK1 ×3Dreifachplatin · (37 Wo.)UK | — | Erstveröffentlichung: 14. August 2015 Verkäufe: + 1.950.000                                               |
| 2015 | Take Me Home I Cry When I Laugh                               | DE66 (1 Wo.)DE | — | CH52 (1 Wo.)CH | UK6 ×3Dreifachplatin · (26 Wo.)UK | — | Erstveröffentlichung: 3. November 2015 Verkäufe: + 2.155.000                                              |
| 2016 | Ain’t Got Far to Go I Cry When I Laugh                        | — | — | — | UK45 Silber · (6 Wo.)UK | — | Erstveröffentlichung: 26. Februar 2016 Verkäufe: + 200.000                                                |
| 2016 | Kill the Lights –                                             | — | — | — | — | US— GoldUS | Erstveröffentlichung: 15. April 2016 Verkäufe: + 500.000; mit Alex Newell & DJ Cassidy feat. Nile Rodgers |
| 2016 | If I Can’t Have You Saturday Night Seder Saturday Night Fever | — | — | — | — | — | Erstveröffentlichung: 2. Mai 2016                                                                         |
| 2018 | I’ll Be There Always In Between                               | DE92 (1 Wo.)DE | — | CH66 (5 Wo.)CH | UK1 ×3Dreifachplatin · (27 Wo.)UK | — | Erstveröffentlichung: 4. Mai 2018 Verkäufe: + 2.305.000                                                   |
| 2018 | All I Am Always In Between                                    | — | — | — | UK7 Platin · (18 Wo.)UK | — | Erstveröffentlichung: 17. August 2018 Verkäufe: + 735.000                                                 |
| 2018 | Thursday Always In Between                                    | — | — | — | UK3 ×2Doppelplatin · (31 Wo.)UK | — | Erstveröffentlichung: 9. November 2018 Verkäufe: + 1.240.000                                              |
| 2019 | No One Always In Between                                      | — | — | — | UK88 (4 Wo.)UK | — | Erstveröffentlichung: 22. Februar 2019                                                                    |
| 2019 | One Touch –                                                   | — | — | CH88 (1 Wo.)CH | UK19 Platin · (12 Wo.)UK | — | Erstveröffentlichung: 24. Mai 2019 Verkäufe: + 600.000; mit Jax Jones                                     |
| 2020 | Lie For You –                                                 | — | — | — | — | — | Erstveröffentlichung: 31. Juli 2020 mit Snakehips feat. Davido & A Boogie wit da Hoodie                   |
| 2020 | This Christmas –                                              | — | — | — | UK3 Silber · (10 Wo.)UK | — | Erstveröffentlichung: 12. November 2020 Verkäufe: + 200.000                                               |
| 2023 | Silly Me Jess                                                 | — | — | — | — | — | Erstveröffentlichung: 28. April 2023                                                                      |
| 2023 | What Do You Do? Jess                                          | — | — | — | — | — | Erstveröffentlichung: 14. Juli 2023                                                                       |
| 2023 | Friend of Mine Jess                                           | — | — | — | UK87 (1 Wo.)UK | — | Erstveröffentlichung: 20. Oktober 2023                                                                    |
| 2024 | Enough Jess                                                   | — | — | — | — | — | Erstveröffentlichung: 16. Februar 2024                                                                    |
| 2024 | Summer’s Back –                                               | DE— aDE | — | — | — | — | Erstveröffentlichung: 21. Juni 2024 mit Alok                                                              |
| 2024 | My Love (2024) –                                              | — | — | — | — | — | Erstveröffentlichung: 30. August 2024 Verkäufe: + 10.000; mit Alex Wann & Route 94                        |
| 2025 | Back to Me –                                                  | — | — | — | UK43 (… Wo.)UK | — | Erstveröffentlichung: 11. Juli 2025 mit Rudimental                                                        |
| Folgende Lieder erschienen nicht als Single, wurden aber durch das Album zum Download und Streaming bereitgestellt und konnten somit eine Platzierung erlangen: |                                                               | | | | | | |
| |                                                               | | | | | | |
| 2015 | Why Me I Cry When I Laugh                                     | — | — | — | UK68 (1 Wo.)UK | — | Charteinstieg: 13. August 2015                                                                            |
| 2018 | Come Alive The Greatest Showman: Reimagined                   | — | — | — | UK80 (1 Wo.)UK | — | Charteinstieg: 29. November 2018 mit Years & Years                                                        |

### Als Gastmusikerin
| Jahr | Titel Album                                   | Höchstplatzierung, Gesamtwochen, AuszeichnungChartplatzierungen (Jahr, Titel, Album, Platzierungen, Wochen, Auszeichnungen, Anmerkungen) | Höchstplatzierung, Gesamtwochen, AuszeichnungChartplatzierungen (Jahr, Titel, Album, Platzierungen, Wochen, Auszeichnungen, Anmerkungen) | Höchstplatzierung, Gesamtwochen, AuszeichnungChartplatzierungen (Jahr, Titel, Album, Platzierungen, Wochen, Auszeichnungen, Anmerkungen) | Höchstplatzierung, Gesamtwochen, AuszeichnungChartplatzierungen (Jahr, Titel, Album, Platzierungen, Wochen, Auszeichnungen, Anmerkungen) | Höchstplatzierung, Gesamtwochen, AuszeichnungChartplatzierungen (Jahr, Titel, Album, Platzierungen, Wochen, Auszeichnungen, Anmerkungen) | Anmerkungen |
| Jahr | Titel Album                                   | DE | AT | CH | UK | US | Anmerkungen |
| ---- | --------------------------------------------- | --- | --- | --- | --- | --- | --- |
| 2014 | Rather Be New Eyes                            | DE1 ×3Dreifachgold · (56 Wo.)DE | AT1 Platin · (33 Wo.)AT | CH2 Platin · (58 Wo.)CH | UK1 ×6Sechsfachplatin · (90 Wo.)UK | US10 ×4Vierfachplatin · (31 Wo.)US | Erstveröffentlichung: 17. Januar 2014 Verkäufe: + 9.785.000; Clean Bandit feat. Jess Glynne                       |
| 2014 | My Love –                                     | DE6 Platin · (27 Wo.)DE | AT11 (22 Wo.)AT | CH21 (23 Wo.)CH | UK1 ×3Dreifachplatin · (34 Wo.)UK | — | Erstveröffentlichung: 28. Februar 2014 Verkäufe: + 2.360.000; Route 94 feat. Jess Glynne                          |
| 2015 | Not Letting Go Youth                          | — | — | — | UK1 Platin · (21 Wo.)UK | — | Erstveröffentlichung: 19. Juni 2015 Verkäufe: + 715.000; Tinie Tempah feat. Jess Glynne                           |
| 2017 | I Can Feel It –                               | — | — | — | — | — | Erstveröffentlichung: 26. September 2017 DJ Serge Wood feat. Jess Glynne                                          |
| 2018 | These Days Toast to Our Differences           | DE3 ×3Dreifachgold · (33 Wo.)DE | AT1 Platin · (34 Wo.)AT | CH2 (49 Wo.)CH | UK1 ×5Fünffachplatin · (54 Wo.)UK | US— PlatinUS | Erstveröffentlichung: 19. Januar 2018 Verkäufe: + 6.543.333 Rudimental feat. Jess Glynne, Macklemore & Dan Caplen |
| 2018 | Mind on It –                                  | — | — | — | UK47 (8 Wo.)UK | — | Erstveröffentlichung: 16. März 2018 Yungen feat. Jess Glynne                                                      |
| 2018 | So Real (Warriors) Always In Between (Deluxe) | — | — | — | — | — | Erstveröffentlichung: 24. September 2018 Too Many Zooz & KDA feat. Jess Glynne                                    |
| 2020 | Times Like These –                            | — | — | — | UK1 (8 Wo.)UK | — | Erstveröffentlichung: 23. April 2020 als Teil von Live Lounge Allstars Original: Foo Fighters (2003)              |
| 2020 | Real Love × Sunchyme (VIP Mash Up) –          | — | — | — | — | — | Erstveröffentlichung: 31. Juli 2020 Clean Bandit & Dario G feat. Jess Glynne                                      |

## Statistik

### Chartauswertung
|                     | DE    | AT    | CH    | UK    | US    |
| ------------------- | ----- | ----- | ----- | ----- | ----- |
| Nummer-eins-Alben   | DE—DE | AT—AT | CH—CH | UK2UK | US—US |
| Top-10-Alben        | DE—DE | AT—AT | CH—CH | UK3UK | US—US |
| Alben in den Charts | DE2DE | AT2AT | CH2CH | UK3UK | US2US |

|                       | DE    | AT    | CH    | UK     | US    |
| --------------------- | ----- | ----- | ----- | ------ | ----- |
| Nummer-eins-Singles   | DE1DE | AT2AT | CH—CH | UK8UK  | US—US |
| Top-10-Singles        | DE4DE | AT2AT | CH2CH | UK14UK | US1US |
| Singles in den Charts | DE9DE | AT6AT | CH9CH | UK22UK | US2US |

### Auszeichnungen für Musikverkäufe
| Land/RegionAuszeichnungen für Musikverkäufe (Land/Region, Auszeichnungen, Verkäufe, Quellen) | Silber     | Gold       | Platin         | Diamant     | Verkäufe   | Quellen                 |
| -------------------------------------------------------------------------------------------- | ---------- | ---------- | -------------- | ----------- | ---------- | ----------------------- |
| Australien (ARIA)                                                                            | —          | Gold1      | 20× Platin20   | —           | 1.435.000  | aria.com.au             |
| Belgien (BRMA)                                                                               | —          | Gold1      | 3× Platin3     | —           | 105.000    | ultratop.be             |
| Brasilien (PMB)                                                                              | —          | Gold1      | Platin1        | Diamant1    | 240.000    | pro-musicabr.org.br BR2 |
| Dänemark (IFPI)                                                                              | —          | 5× Gold5   | 7× Platin7     | —           | 505.000    | ifpi.dk                 |
| Deutschland (BVMI)                                                                           | —          | 3× Gold3   | 3× Platin3     | —           | 1.550.000  | musikindustrie.de       |
| Frankreich (SNEP)                                                                            | —          | —          | Platin1        | Diamant1    | 483.333    | snepmusique.com         |
| Griechenland (IFPI)                                                                          | —          | Gold1      | —              | —           | 10.000     | Einzelnachweise         |
| Italien (FIMI)                                                                               | —          | 6× Gold6   | 14× Platin14   | —           | 840.000    | fimi.it                 |
| Japan (RIAJ)                                                                                 | —          | 2× Gold2   | —              | —           | 100.000    | riaj.or.jp JP2          |
| Kanada (MC)                                                                                  | —          | 6× Gold6   | 12× Platin12   | —           | 1.200.000  | musiccanada.com         |
| Mexiko (AMPROFON)                                                                            | —          | Gold1      | Platin1        | —           | 90.000     | amprofon.com.mx         |
| Neuseeland (RMNZ)                                                                            | —          | Gold1      | 21× Platin21   | —           | 622.500    | radioscope.co.nz NZ2    |
| Niederlande (NVPI)                                                                           | —          | Gold1      | 3× Platin3     | —           | 90.000     | nvpi.nl                 |
| Norwegen (IFPI)                                                                              | —          | 2× Gold2   | —              | —           | 60.000     | ifpi.no                 |
| Österreich (IFPI)                                                                            | —          | Gold1      | 2× Platin2     | —           | 75.000     | ifpi.at                 |
| Polen (ZPAV)                                                                                 | —          | 3× Gold3   | 5× Platin5     | —           | 265.000    | olis.pl                 |
| Portugal (AFP)                                                                               | —          | Gold1      | Platin1        | —           | 15.000     | Einzelnachweise         |
| Schweden (IFPI)                                                                              | —          | —          | 3× Platin3     | —           | 120.000    | sverigetopplistan.se    |
| Schweiz (IFPI)                                                                               | —          | Gold1      | Platin1        | —           | 40.000     | hitparade.ch            |
| Spanien (Promusicae)                                                                         | —          | 2× Gold2   | 6× Platin6     | —           | 270.000    | elportaldemusica.es     |
| Vereinigte Staaten (RIAA)                                                                    | —          | 2× Gold2   | 6× Platin6     | —           | 7.000.000  | riaa.com                |
| Vereinigtes Königreich (BPI)                                                                 | 4× Silber4 | —          | 44× Platin44   | —           | 25.100.000 | bpi.co.uk               |
| Insgesamt                                                                                    | 4× Silber4 | 41× Gold41 | 154× Platin154 | 2× Diamant2 |            |                         |